# Desa Belo (administrativ by i Indonesien, lat -8,92, long 116,82)
Desa Belo är en administrativ by i Indonesien.   Den ligger i provinsen Nusa Tenggara Barat, i den sydvästra delen av landet, 1 100 km öster om huvudstaden Jakarta.